# Taliboera
Het kamp Taliboera was een militair kampement op Flores. Dit kampement fungeerde tijdens de Japanse bezetting van Nederlands-Indië in de periode van 31 mei 1943 tot 30 augustus 1943 als een werkkamp voor krijgsgevangenen op Flores. Taliboera lag op het oostelijk deel van Flores aan de noordkust, ongeveer 60 kilometer ten oosten van Maoemere.

## Werkzaamheden
Tussen 31 mei 1943 en 30 augustus 1943 waren 324 krijgsgevangenen van de eerste groep in het Reyerskamp gedetacheerd in dit werkkamp. De krijgsgevangenen werden ingezet bij de aanleg van een weg en van twee hulpvliegvelden. Dit waren de vliegvelden Wair Hoebing en Miser.

## Omstandigheden
De omstandigheden waren redelijk tot goed. Er was weinig fysiek geweld door de Japanners richting de krijgsgevangenen en men beschikte over Japanse kranten om het nieuws te lezen. Daarnaast werden de krijgsgevangenen van tijd tot tijd geïnformeerd door de Japanse kampcommandant sergeant-majoor Aoki Masashiro.

## Opheffing kamp
Het kamp werd op 30 augustus 1943 opgeheven nu de vliegvelden en de weg nagenoeg klaar waren. De krijgsgevangenen werden naar het Blomkamp overgebracht. Nadien werd door een aantal nog gewerkt aan de afwerking van de vliegvelden. 